# Paris Saint-Germain Football Club 1985-1986
Questa voce raccoglie le informazioni riguardanti il Paris Saint-Germain Football Club nelle competizioni ufficiali della stagione 1985-1986.

## Stagione
Il Paris Saint-Germain vinse il suo primo campionato nazionale: in testa dalla quarta giornata sino al termine, la squadra parigina stabilì alcuni primati e si laureò campione all'ultima giornata, sconfiggendo per 3-1 il già retrocesso Bastia. L'ultimo club della capitale ad aggiudicarsi la vittoria finale era stato il RC France esattamente cinquant'anni addietro.
Il PSG fu anche semifinalista in Coppa di Francia, eliminato dai futuri campioni del Bordeaux.

## Maglie e sponsor
Lo sponsor tecnico per la stagione 1985-1986 è Le Coq Sportif, mentre lo sponsor ufficiale è RTL.
| Manica sinistra · Maglietta · Maglietta · Manica destra · Pantaloncini · Calzettoni |

## Organigramma societario
Area direttiva
- Presidente: Francis Borelli

Area tecnica
- Allenatore: Gérard Houllier
- Allenatore in seconda: Christian Coste

## Rosa
| N. |                    | Ruolo | Calciatore                |
| -- | ------------------ | ----- | ------------------------- |
|    | Francia (bandiera) | P     | Joël Bats                 |
|    | Francia (bandiera) | P     | Jean-Michel Moutier       |
|    | Francia (bandiera) | D     | Thierry Bacconnier        |
|    | Francia (bandiera) | D     | Michel Bibard             |
|    | Francia (bandiera) | D     | Philippe Jeannol          |
|    | Francia (bandiera) | D     | Claude Lowitz             |
|    | Francia (bandiera) | D     | Thierry Morin             |
|    | Francia (bandiera) | D     | Jean-Marc Pilorget        |
|    | Francia (bandiera) | D     | Stéphane Persol           |
|    | Francia (bandiera) | D     | Franck Tanasi             |
|    | Francia (bandiera) | C     | Jean-Claude Lemoult       |
|    | Francia (bandiera) | C     | Jean-François Charbonnier |
|    | Francia (bandiera) | C     | Alain Couriol             |

| N. |                        | Ruolo | Calciatore            |
| -- | ---------------------- | ----- | --------------------- |
|    | Francia (bandiera)     | C     | Luis Miguel Fernández |
|    | Francia (bandiera)     | C     | Jean-Luc Girard       |
|    | Francia (bandiera)     | C     | Patrice Marquet       |
|    | Francia (bandiera)     | C     | Fabrice Moreau        |
|    | Jugoslavia (bandiera)  | C     | Safet Sušić           |
|    | Francia (bandiera)     | C     | Fabrice Poullain      |
|    | Francia (bandiera)     | C     | Patrice Marquet       |
|    | Senegal (bandiera)     | C     | Oumar Sène            |
|    | Argentina (bandiera)   | A     | Omar Da Fonseca       |
|    | Francia (bandiera)     | A     | Robert Jacques        |
|    | Francia (bandiera)     | A     | Dominique Rocheteau   |
|    | Francia (bandiera)     | A     | Laurent Pimond        |
|    | Paesi Bassi (bandiera) | A     | Pierre Vermeulen      |

## Statistiche

### Statistiche di squadra
| Competizione     | Punti | Totale | Totale | Totale | Totale | Totale | Totale | DR  |
| Competizione     | Punti | G      | V      | N      | P      | Gf     | Gs     | DR  |
| ---------------- | ----- | ------ | ------ | ------ | ------ | ------ | ------ | --- |
| Division 1       | 55    | 38     | 23     | 9      | 6      | 66     | 33     | +33 |
| Coppa di Francia | -     | 8      | 4      | 2      | 2      | 12     | 9      | +3  |
| Totale           | -     | 46     | 27     | 11     | 8      | 78     | 42     | +36 |

### Statistiche dei giocatori
| Giocatore        | Division 1 | Division 1 | Division 1  | Division 1 |
| Giocatore        | Presenze   | Reti       | Ammonizioni | Espulsioni |
| ---------------- | ---------- | ---------- | ----------- | ---------- |
| T. Bacconnier    | 26         | 1          | 2           | 0          |
| J. Bats          | 38         | -33        | 0           | 0          |
| M. Bibard        | 31         | 0          | 4           | 0          |
| J.F. Charbonnier | 16         | 2          | 2           | 0          |
| A. Couriol       | 1          | 1          | 0           | 0          |
| O. Da Fonseca    | 17         | 2          | 0           | 0          |
| L. Fernández     | 37         | 9          | 2           | 0          |
| J.L. Girard      | 0          | 0          | 0           | 0          |
| R. Jacques       | 27         | 6          | 0           | 0          |
| P. Jeannol       | 37         | 6          | 4           | 0          |
| J.C. Lemoult     | 7          | 0          | 0           | 0          |
| C. Lowitz        | 14         | 0          | 2           | 0          |
| P. Marquet       | 0          | 0          | 0           | 0          |
| F. Moreau        | 0          | 0          | 0           | 0          |
| T. Morin         | 2          | 0          | 0           | 0          |
| J.M. Pilorget    | 38         | 1          | 2           | 0          |
| L. Pimond        | 1          | 0          | 0           | 0          |
| F. Poullain      | 30         | 2          | 3           | 0          |
| D. Rocheteau     | 35         | 19         | 0           | 0          |
| O. Sène          | 27         | 5          | 1           | 0          |
| S. Sušić         | 37         | 10         | 1           | 0          |
| F. Tanasi        | 14         | 0          | 0           | 0          |
| P. Vermeulen     | 30         | 0          | 2           | 0          |